# Nordsjön, Närke
Nordsjön är en sjö i Kumla kommun i Närke och ingår i Norrströms huvudavrinningsområde. Sjön har en area på 0,509 kvadratkilometer och ligger 51,9 meter över havet. Sjön avvattnas av vattendraget Näsbygraven.

## Delavrinningsområde
Nordsjön ingår i det delavrinningsområde (656217-147000) som SMHI kallar för Mynnar i Kvismare Kanal. Medelhöjden är 57 meter över havet och ytan är 57,32 kvadratkilometer. Det finns inga avrinningsområden uppströms utan avrinningsområdet är högsta punkten. Näsbygraven som avvattnar avrinningsområdet har biflödesordning 3, vilket innebär att vattnet flödar genom totalt 3 vattendrag innan det når havet efter 210 kilometer. Avrinningsområdet består mestadels av skog (31 procent), öppen mark (14 procent) och jordbruk (46 procent). Avrinningsområdet har 1,01 kvadratkilometer vattenytor vilket ger det en sjöprocent på 1,8 procent. Bebyggelsen i området täcker en yta av 3,1 kvadratkilometer eller 5 procent av avrinningsområdet.